# 新竹州立農業傳習所
24°42′50″N 120°52′23″E / 24.713838°N 120.873060°E

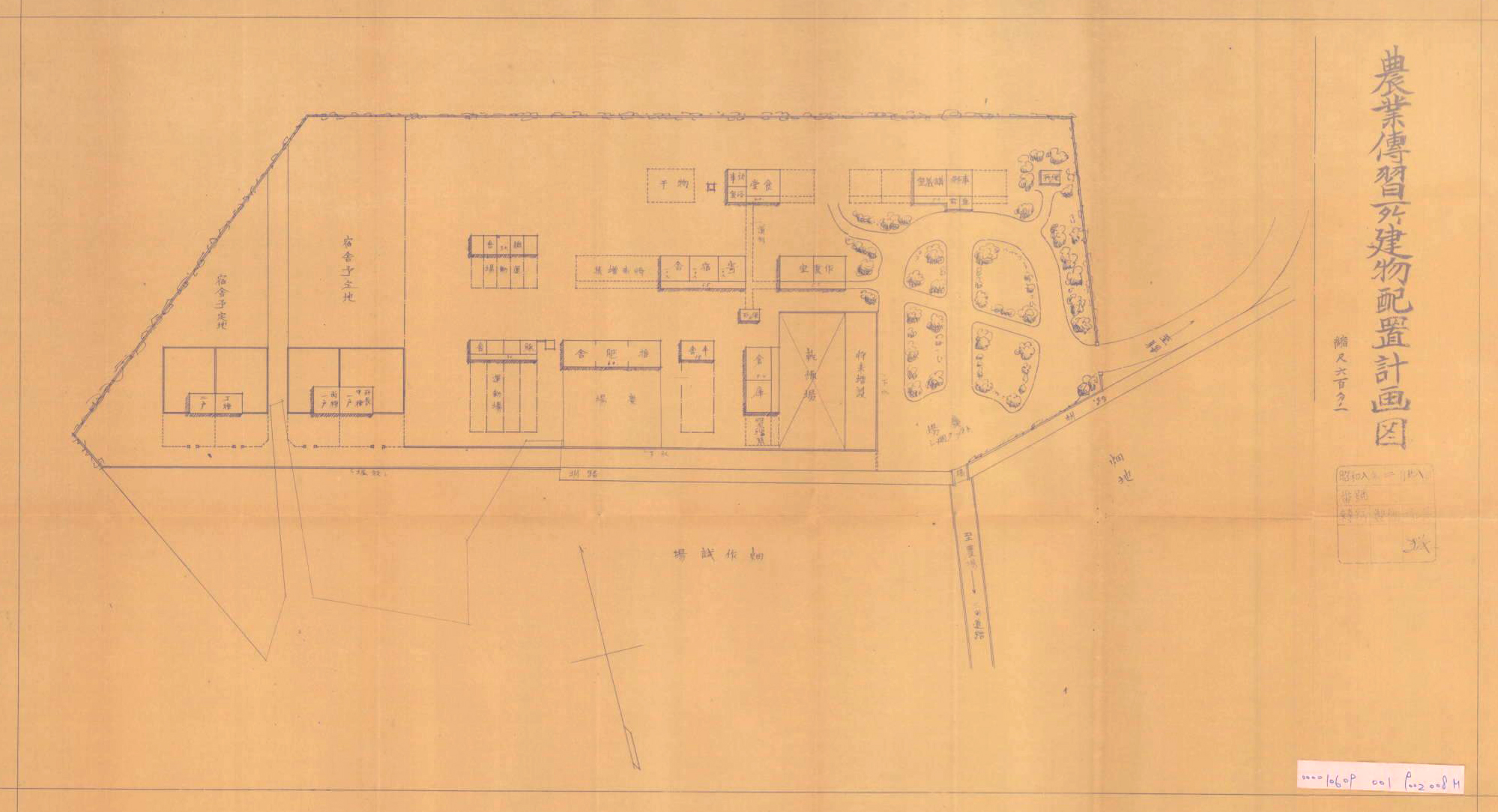
新竹州農業傳習所計畫圖

新竹州立農業傳習所是台灣日治時期的特殊農業教育機構，於1933年設立於竹南街崎頂，其所內有一座神社崎頂社，目前仍存有崎頂社的神殿基座、石燈籠和參道；現址為農業部獸醫研究所動物用藥品檢定分所。新竹州立農業傳習所於1940年改為新竹州立農士訓練所，並在1942年遷至頭分街斗換坪，現址為私立大成高中。

## 介紹
為了增進農作生產，並同時強化日本國民精神，培育農村中堅人物，當時於臺北州、新竹州、臺南州皆成立了類似的農業教育機構。新竹州立農業傳習所的設立在1933年4月認可，位於竹南郡竹南街崎頂230番地，每屆名額約30名。其招收公學校、小學校和農業補習學校畢業，且17至25歲的男性，修業年限一年。學生均住宿在農業傳習所內的宿舍，除了農業知識與技能訓練，每日需參拜神社、實施國民講話、練習國民武道和國民體操。1940年3月底，新竹州立農業傳習所廢止，隔月在同址改設「新竹州立農士訓練所」，從事未開墾地開發的訓練，並加強對南中國和海南島方面的農業開發。1942年3月31日，地點遷至竹南郡頭分街斗換坪357-10番地。
| 年度   | 本島人 | 內地人 | 總數 |
| ------ | ------ | ------ | ---- |
| 1933年 | 31     | 0      | 31   |
| 1934年 | 30     | 0      | 30   |
| 1935年 | 22     | 1      | 23   |
| 1936年 | 23     | 2      | 25   |
| 1937年 | 28     | 2      | 30   |

## 崎頂神社
為了培養傳習生的神社崇拜，於1934年2月23日裕仁皇太子殿下御降旦御餐宴祝日選定了農業傳習所內南面的山地作為神社預定地，由所內職員和學生整地除草、開闢道路和植樹，在1934年12月9日舉行了地鎮祭，在同年12月29日舉行鎮座祭。而崎頂社的鳥居和玉垣在1935年10月24日才建立。其原神殿基座上現為地藏王菩薩。

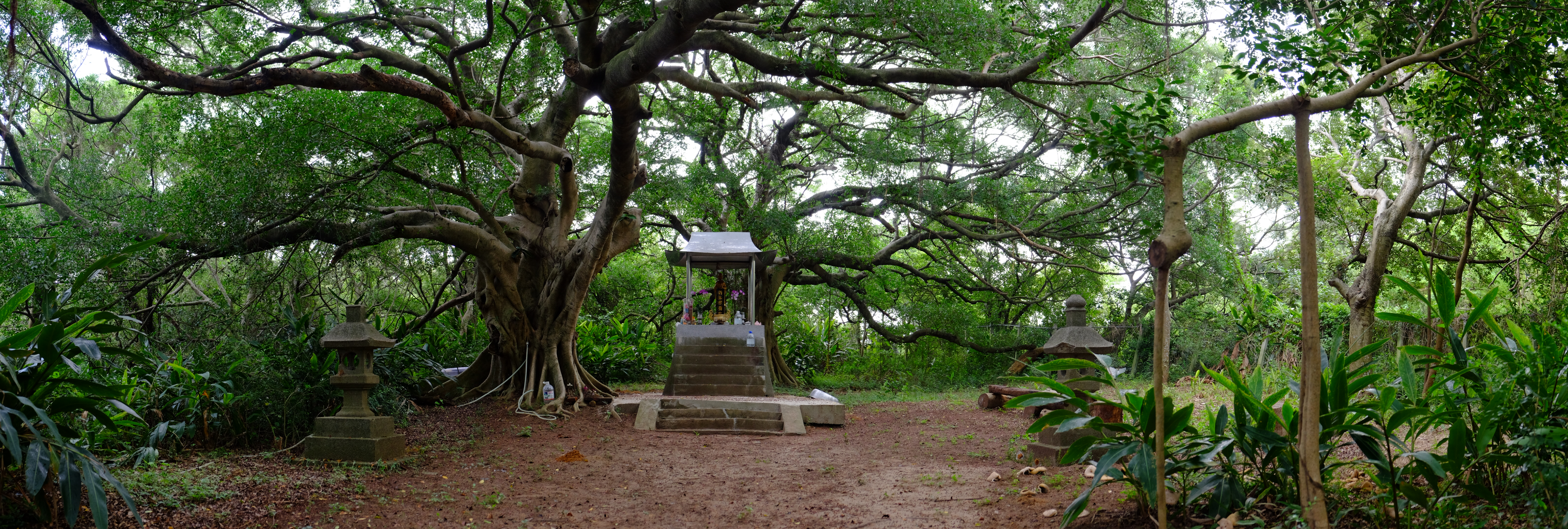
崎頂神社